# 1953 في بلجيكا
فيما يلي قوائم الأحداث التي وقعت خلال عام 1953 في بلجيكا.

## رياضة
- 21 يونيو – جائزة بلجيكا الكبرى 1953 الفائز البرتو اسكاري.

## مواليد

### يناير
- 28 يناير – جوس جاكوبس درّاج طريق بلجيكي.

### فبراير
- 27 فبراير – يولاند مورو

### مارس
- 28 مارس – مارك رينييه درّاج طريق بلجيكي.

### أبريل
- 11 أبريل – جاي فيرهوفشتان سياسي بلجيكي.

### مايو
- 14 مايو – ويم ميرتنز

### يوليو
- 22 يوليو – ريني فان در يكن

### أغسطس
- 9 أغسطس – ودو بيترز درّاج طريق بلجيكي.

### ديسمبر
- 4 ديسمبر – جان ماري فاف لاعب كرة قدم بلجيكي.

## وفيات

### مايو
- 16 مايو – جانغو راينهارت (مواليد 1910)

### يونيو
- 20 يونيو – هنري ديمان (مواليد 1885) سياسي بلجيكي.